# Вернье (Швейцария)
Вернье (фр. Vernier, французское произношение: [vɛʁnje]) — коммуна кантона Женева в Швейцарии. 

## География
Площадь Вернье по состоянию на 2009 год составляет 7,68 кв. км (2,97 кв. миль). Из этой площади 1,01 км2 (0,39 кв. миль) или 13,2% используется в сельскохозяйственных целях, а 0,74 км2 (0,29 кв. миль) или 9,6% покрыто лесом. Из остальной территории 5,57 км2 (2,15 кв. миль) или 72,5% заселены (зданиями или дорогами), 0,33 км2 (0,13 кв. миль) или 4,3% - реки или озера и 0,01 км2 (2,5 акра) или 0,1% - непродуктивные земли.
Муниципалитет Вернье состоит из подсекций или деревень: Шам-Прево, Бель-Эбат, Этан-де-Тритон, Бландонне, Ле-Аваншет, Балексерт — центр, Вернье — Куантрин, Балексерт — Крозе, Шателен — Симоне, Шателен — деревня, Этан — Филиберт-де-Саваж.

## Галерея

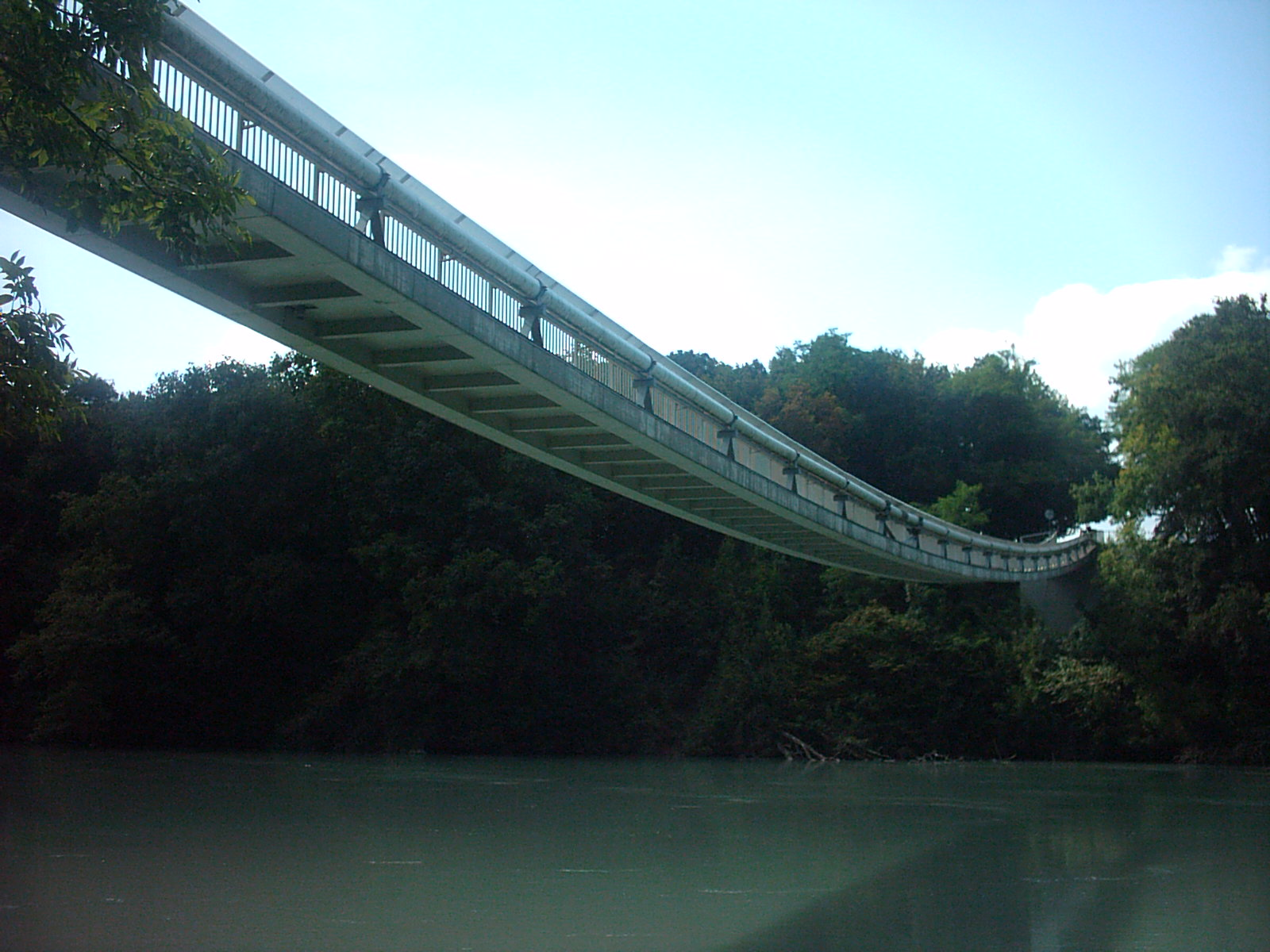
Линьонский пешеходный мост.
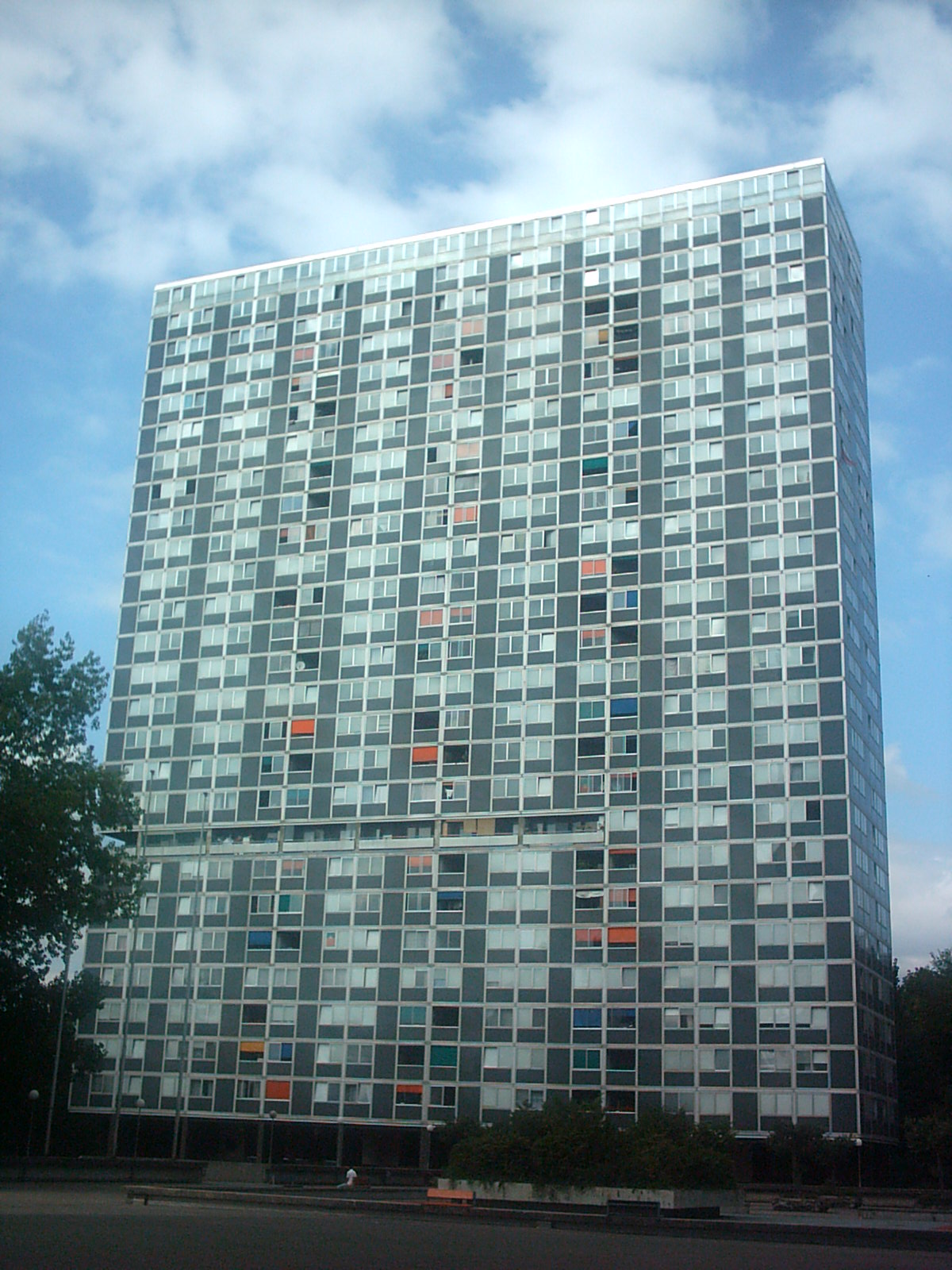
Многоэтажный жилой дом в Линьоне.
Старая химическая фабрика (фотография сделана ок. 1930 года).

## Население
| Год  | Численность | Численность |
| ---- | ----------- | ----------- |
| 2012 | 33 744      | [ 3 ]       |
| 2017 | 35 132      | [ 4 ]       |
| 2018 | 34 774      | [ 2 ]       |